# Ammotrypane nematoides
Ammotrypane nematoides är en ringmaskart som beskrevs av Ehlers 1913. Ammotrypane nematoides ingår i släktet Ammotrypane och familjen Opheliidae. Inga underarter finns listade i Catalogue of Life.